# اریک ولنتاین

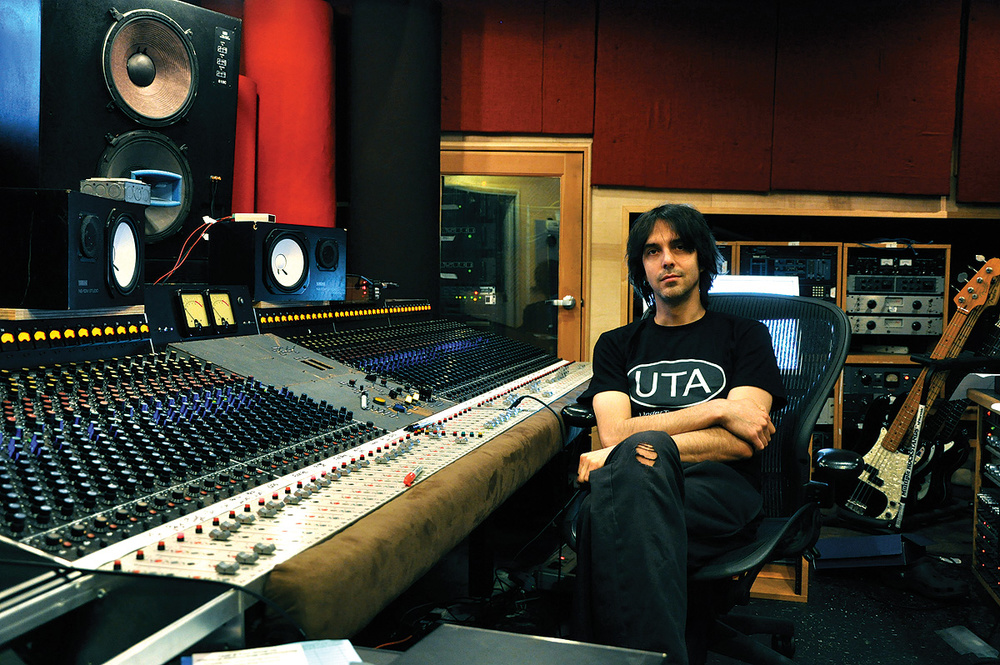
اریک آنجلینا در استودیوی در کشور آمریکا

اریک ولنتاین (انگلیسی: Eric Valentine) یک تهیه‌کننده موسیقی اهل ایالات متحده آمریکا است.